# Тимина, Тамара Николаевна
Тамара Николаевна Тимина (1949―2012) ― советский бурятский художник, Заслуженный художник Республики Бурятия, член Союза художников России.

## Биография
Родилась 1 апреля 1949 года в городе Улан-Удэ, Бурят-Монгольская АССР, РСФСР.
После завершения учёбы в средней школе поступила в окончила Иркутское художественное училище по специальности «Художник-керамист», которое окончила в 1972 году. В училище занималась в мастерской Б.Т. Бычкова.
С 1970 года постоянно участвует в республиканских, зональных, российских, всесоюзных, зарубежных выставках, в том числе персональной в Республиканском художественном музее имени Цыренжапа Сампилова в 1999 году.
С 1972 по 1979 год работала мастером по производству керамики, а затем главным художником завода художественных изделий и сувениров в Улан-Удэ.
В 1995 году Тимина назначена исполнительным директором ОАО «Народные промыслы Бурятии», а с 1997 года работает уже генеральным директором ОАО «Художественные мастерские Союза художников Республики Бурятия». 
В 2006 году принята членом Союза художников России.
Тамара Николаевна Тимина является автором таких работ, как: декоративные блюда «Подсолнух» (1988), «Орнамент» (1985); штофы (1990); сервизы «Малахитовый» (1992), «Торжество» (1995); гобелены «Байкал» (1974), «Волны Байкала» (1986), «Цветение» (1988), «Закат» (2001), «Ритм» (2001) и другие.
Произведения Тиминой находятся в Художественном музее имени Цыренжапа Сампилова, в фондах «Росизопропаганда» в Москве и в частных коллекциях.
За заслуги перед культурой и искусством республики Указом Президента Бурятии ей присвоено почётное звание « Заслуженный художник Республики Бурятия». Является дипломантом Всероссийской студенческой выставки 1970 года в Казани и I всероссийской выставки художественных изделий народных промыслов 1978 года в Москве.
Умерла 4 января 2012 года в Улан-Удэ.